# 冷房病
冷房病（れいぼうびょう）とは、夏場の冷房が原因と考えられる様々な健康障害の俗称である。冷房による冷えや乾燥などの不適切な人工環境に長時間さらされることによって生じる自律神経異常、血液の循環障害、体液の乱れなどが、様々な臓器の機能失調を引き起こす。
冷房が強く効いたエリアに長時間いた後、外気温にさらされることを繰り返したときに起こる体調不良とも言われているが、実際には冷房との関連ははっきりしないことが多い。
自律神経の働きが不安定な乳幼児や高齢者、薄着で冷房の強いオフィスにいることが多い女性労働者に多く見られる。

## 原因
人間の体温調節をつかさどる自律神経は、5°C以上の急激な気温変化に対処できないため、それが繰り返されると、体温を下げる交感神経と体温を上げる副交感神経のバランスに異常をきたし、自律神経失調症類似の症状となる。
なお、冬場の暖房でも同様の温度差があるが、厚着により体温調節機能が補われるため、冷房病のような症状をきたすことはほとんどない。

## 症状
- 体の冷え、むくみ、疲労感、肩こり、頭痛、神経痛、腰痛、腹痛、高血圧、便秘、下痢、頻尿、不眠、鼻炎、月経不順など。

## 対策
- 自律神経の機能を整える行為全般。規則正しい生活、ストレスの回避など。
- 冷房を弱くし、外気温との差を5°C以内にする。また、冷風が直接皮膚に当たらないようにする。
- 軽く汗をかく程度の運動をし、体温調節機能を刺激する。